# Le Chant du coq
Le Chant du coq (Cock-a-Doodle Dog) est un cartoon réalisé par Tex Avery mettant en scène Spike le bouledogue, sorti en 1951.

## Synopsis
Dans une ferme à l'aube, Spike le bouledogue revient dans sa niche extrêmement fatigué. Il est réveillé par un coq et lui lance une chaussure, chaussure qui lui revient dans la figure. Il découvre que le coq est frêle et il lui lie le bec. Il est tout de même à nouveau réveillé par le coq qui a réussi à chanter, mais avec une voix très aiguë. Après avoir tenté de l'enfermer dans une caisse, Spike poursuit le coq jusqu'au poulailler, mais le gallinacé s'enferme dans une maison. Spike décide de faire tomber un arbre sur le poulailler, recréant le gag du tronc (Spike commence par dire « Tim- » puis se prend le tronc en pleine figure et termine par « -ber »). Il manque de le décapiter à plusieurs reprises avec une hache. Le chien finit par couper le poteau sur lequel le coq chante. Ce dernier continue cependant à chanter, même à l'horizontale, avant de manger une fausse pomme (mais en réalité une vraie bombe) qui explose alors que Spike voulait manger cette pomme ; il envoie le coq dans sa bouche en lançant une pierre sur une planche avant de rentrer dans le corps de Spike qui s'est substitué à la maison. Spike enchaîne en s'assommant lui-même alors qu'il était au-dessus du sol, avant de pêcher un saumon dans la maison du coq. Le bouledogue lui envoie ensuite un savon dans la gorge. Il se fait réveiller en sursaut par une bulle criée par le coq et qui éclate soudain en un chant tonitruant. Il transporte alors le coq et le lie à la base d'un arbre situé au sommet d'une montagne voisine, mais le coq revient sur son poteau avec l'arbre accroché dans son dos et qui tombe sur Spike après que ce dernier lui a fait peur. Le coq finit par retourner dans sa maison et commence à s'endormir. Il est réveillé par Spike qui imite le chant du coq et lorsque le coq envoie une chaussure sur Spike, le chien la lui renvoie et le déplume.